# Cribratinoides
Cribratinoides es un género de foraminífero bentónico de la subfamilia Nodosininae, de la familia Hormosinidae, de la superfamilia Hormosinoidea, del suborden Hormosinina y del orden Lituolida. Su especie tipo es Sulcophax battelinus. Su rango cronoestratigráfico abarca el Holoceno.

## Discusión
Clasificaciones previas incluían Cribratinoides en el suborden Textulariina del orden Textulariida o en el orden Lituolida sin diferenciar el suborden Hormosinina.

## Clasificación
Cribratinoides incluye a las siguientes especies:
- Cribratinoides battelinus